# Zaginiony pociąg

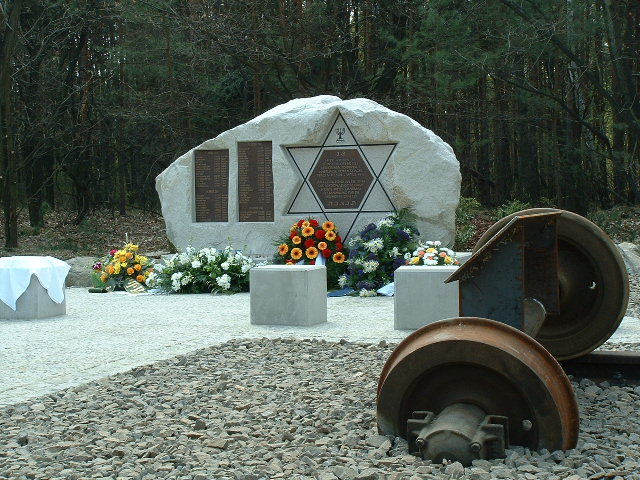
Pomnik w Schipkau, gdzie pociąg zatrzymał się na 2 dni

Zaginiony pociąg (niem. Verlorener Zug), znany również jako Pociąg zaginionych (niem. Zug der Verlorenen) – drugi z trzech pociągów, które miały przewieźć więźniów z obozu koncentracyjnego Bergen-Belsen do Theresienstadt w końcowej fazie II wojny światowej, gdy wojska alianckie zbliżały się do obozu. Tytułowy pociąg został pozostawiony po zniszczeniu niezbędnego mostu kolejowego w pobliżu Tröbitz. Żydowscy więźniowie zostali w końcu odnalezieni i uwolnieni przez Armię Czerwoną.

## Historia
W ostatnich tygodniach II wojny światowej, w miarę zbliżania się frontu alianckiego do obozu koncentracyjnego, SS transportowało żydowskich więźniów obozu koncentracyjnego pociągami z Bergen-Belsen do Theresienstadt. Między 6 a 11 kwietnia 1945 r. trzy pociągi transportowe z łącznie około 6800 osobami, uznane przez SS za Austauschjuden ("Żydów z wymiany"), zostały wytypowane do przewiezienia do drugiego obozu. Selekcja opierała się na Żydach, którzy zajmowali wysokie stanowiska i mogli zostać wymienieni na niemieckich jeńców wojennych. Około jedną trzecią z nich stanowili Żydzi holenderscy. Więźniowie z obozu Bergen-Belsen zostali umieszczeni w trzech pociągach, które miały ich przewieźć do Theresienstadt. 

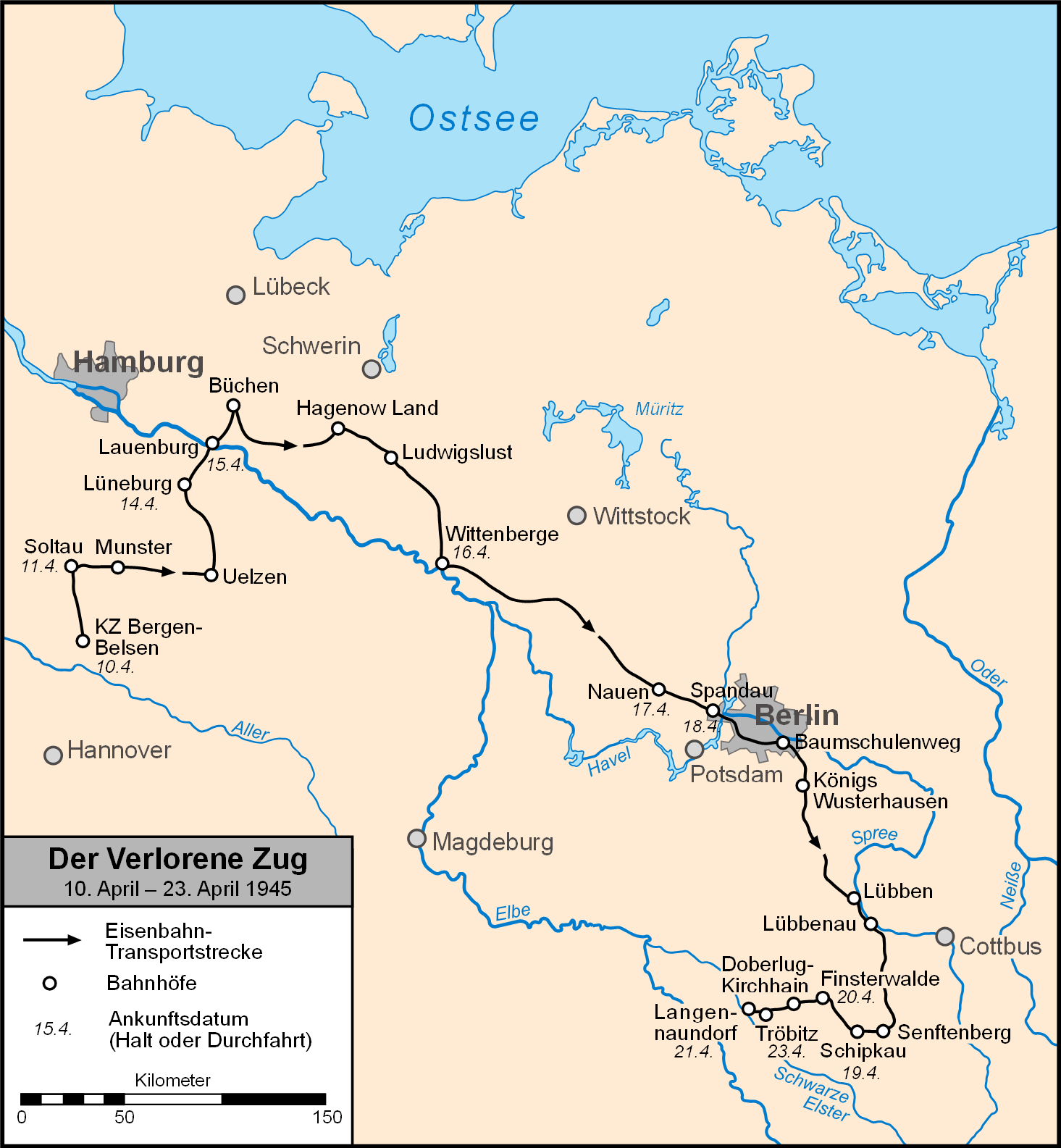
Planowana trasa Zaginionego pociągu

Tylko jeden pociąg dotarł do Theresienstadt, ponieważ most kolejowy wysadzony przez alianckie bombardowania pod Tröbitz uniemożliwił pozostałym dwóm pociągom kontynuowanie podróży. Pierwszy z nich dotarł do celu, natomiast trzeci został uratowany przez amerykańskich żołnierzy, w tym Carrolla S. Walsh Jr. Drugi transport miał być tym znanym jako Zaginiony Pociąg. Gdy Theresienstadt nie było już osiągalne dla pociągu, w którym znajdowało się około 2500 osób, strażnicy próbowali przetrzymać więźniów w pociągu poza Tröbitz.
Dopiero 23 kwietnia Armia Czerwona odkryła i uwolniła więźniów. W miarę zbliżania się wojsk alianckich strażnicy stopniowo opuszczali więźniów, pozostawiając Rosjanom wagon kolejowy wypełniony ciałami zmarłych i bliskich śmierci, a kilku dodatkowych więźniów szukało schronienia w pobliskich opuszczonych domach. Spośród więźniów 198 już nie żyło z powodu niedożywienia i chorób, a 320 kolejnych osób zmarło w wyniku komplikacji spowodowanych wycieńczeniem i chorobami. Według relacji kobiet, które przeżyły, ratujący je Sowieci zgwałcili wiele z nich, podobnie jak wcześniej zrobili to naziści.
W przeciwieństwie do innych pociągów, którymi próbowano przetransportować nazistowskich więźniów, to wydarzenie miało pewne wyjątkowe cechy. Był to jeden z nielicznych pociągów przewożących wyłącznie żydowskich więźniów, wielu z nich posiadało zakupione paszporty obcych państw, a niemieccy Żydzi figurowali w rubryce narodowość jako bezpaństwowcy.
Wśród ocalałych znaleźli się Hannah Goslar, jej siostra, Abel Herzberg, Jaap Meijer i jego dwuletni syn Ischa Meijer, Jona Oberski oraz Levie Vorst.

## Dziedzictwo

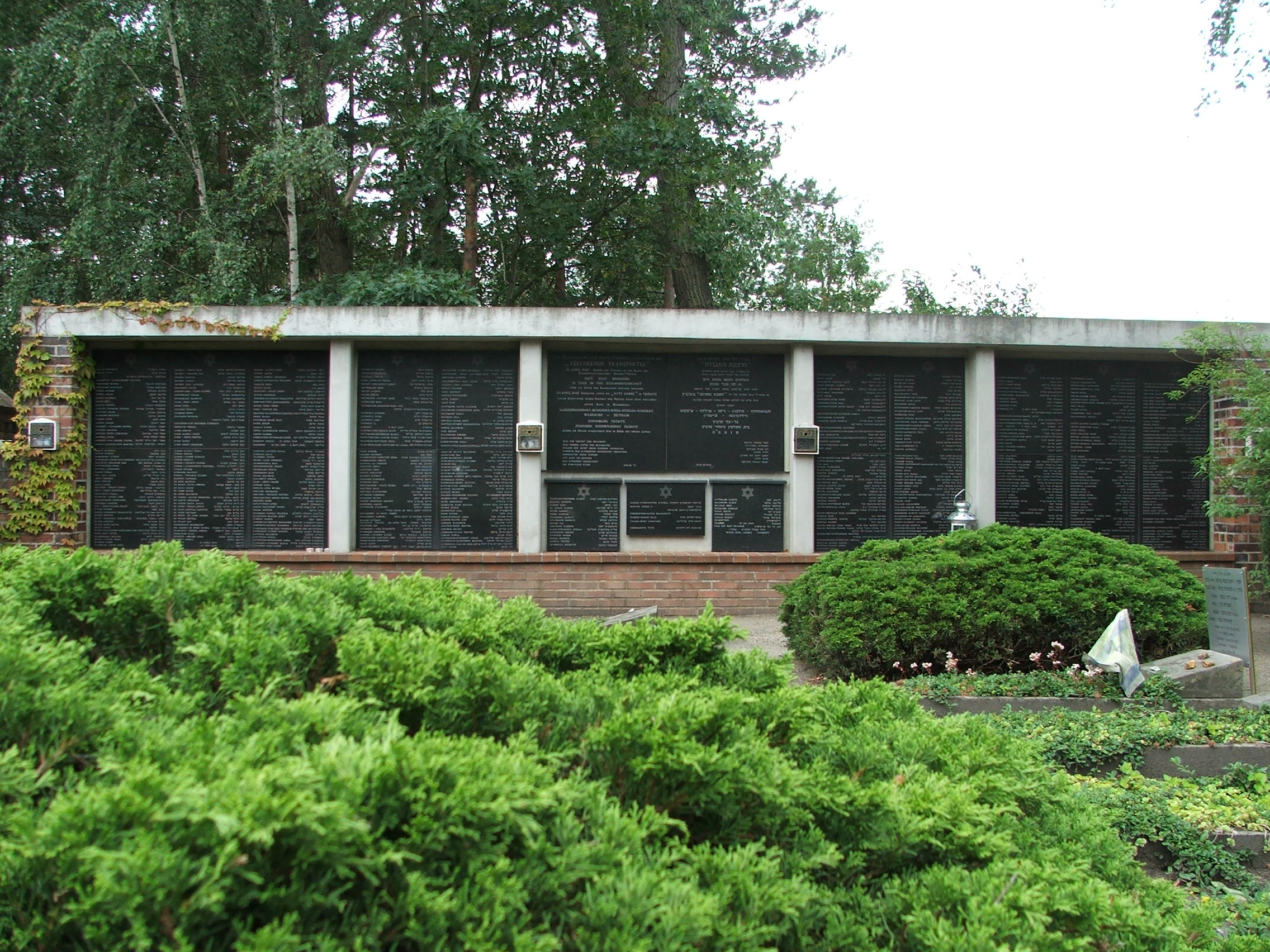
Lista ofiar Zaginionego Pociągu na pomniku Holocaustu w Tröbitz

W 2015 roku brandenburska sekretarz stanu ds. kultury, Marin Gorholt, powiedziała, że mieszkańcy Tröbitz rozpoczęli upamiętnianie zaginionych zaraz po zakończeniu II wojny światowej. Uwagi te wygłosiła podczas odsłonięcia wartej 78 000 euro wystawy poświęconej Zaginionemu Pociągowi. Był to tylko jeden z kilku pomników i cmentarzy żydowskich upamiętniających liczne ofiary Zaginionego Pociągu, w Tröbitz i innych okolicznych miejscowościach.
Śmierć ofiar upamiętniały także grupy chrześcijańskie, które wytyczyły szlak turystyczny wzdłuż ostatniej trasy zaginionego pociągu.